# Чижова, Татьяна Александровна
Татьяна Александровна Чижова (укр. Тетяна Олександрівна Чижова; 16 августа 1995, Харьков, Украина) — украино-российская хоккеистка, защитник. Играла за клубы: «Пантера» (Минск), «Комета», СКСО (Екатеринбург) и «СКИФ». Чемпионка Элитной женской хоккейной лиги (EWHL). Игрок национальной сборной Украины, дебютировавшая в 2020 году. Лучший игрок команды на дивизионном турнире чемпионата мира 2020. Двукратный бронзовый призёр Женской хоккейной лиги (ЖХЛ) в составе СКИФа.

## Биография
Татьяна Чижова родилась в Харькове. Начала заниматься хоккеем в 9 лет. Из-за отсутствия в Харькове женской команды играла с мальчиками. Долгое время параллельно с хоккеем занималась плаванием. В сезоне 2012/13 Чижова выступала за белорусскую команду «Пантера» в Элитной женской хоккейной лиге (EWHL) — главном дивизионе чемпионата Австрии. По итогам сезона она вместе с командой выиграла чемпионский титул. В 2014 году Татьяна стала играть в чемпионате России за «Комету». Через год в России была создана новый турнир — Женская хоккейная лига (ЖХЛ). Чижова подписала контракт со Сборной командой Свердловской области (СКСО).
Перед сезоном 2016/17 Чижова покинула СКСО, главного аутсайдера новой лиги, и перешла в нижегородский «СКИФ». В составе новой команды она демонстрировала лучшие статистические показатели. Чижова выиграла две бронзовые медали ЖХЛ со СКИФОМ (в сезонах 2017/18 и 2018/19). В сезоне 2019/20 она была приглашена в сборную Украины. Татьяна приняла участие во втором дивизионе чемпионата мира 2020. В дебютной игре турнира она забросила шайбу в ворота сборной Турции. В матче со сборной Исландии Чижова оформила дубль. Украинки неудачно провели турнир, заняв последнее место и перейдя в третий дивизион. Чижова стала лидером сборной по количеству заброшенных шайб и была признана лучшим игроком своей национальной команды.

## Вне хоккея
В ноябре 2019 года Чижова в рамках празднования 25-летия нижегородского хоккея приняла участие в телевизионной передаче «Сто к одному».

## Статистика
| Легенда | Легенда                    | Легенда | Легенда                   | Легенда | Легенда    |
| ------- | -------------------------- | ------- | ------------------------- | ------- | ---------- |
| И       | Количество проведённых игр | Штр     | Штрафное время            | +/−     | Плюс-минус |
| Г       | Голы                       | П       | Голевые передачи          | О       | Очки       |
| -       | Статистика неизвестна      | —       | Статистика не учитывалась |         |            |

### Международная
По данным: Eurohockey.com и Eliteprospects.com

## Достижения
| Год        | Команда       | Достижение               | Достижение |
| ---------- | ------------- | ------------------------ | ---------- |
| 2013       | Пантера Минск | Победительница EWHL      |            |
| 2018, 2019 | СКИФ          | Бронзовый призёр ЖХЛ (2) |            |

| Год  | Команда | Достижение                                                        | Достижение |
| ---- | ------- | ----------------------------------------------------------------- | ---------- |
| 2020 | Украина | Лучший игрок команды в группе B второго дивизиона чемпионата мира |            |

- По данным Eliteprospects.com.